# Großmaulwelse
Die Großmaulwelse (Chacidae) sind eine Familie von Fischen aus der Ordnung der Welsartigen (Siluriformes). Sie umfasst nur eine Gattung (Chaca) mit vier Arten. Diese kommen in Ostindien, Bangladesch, Nepal, auf der Malaiischen Halbinsel sowie in Indonesien vor. Großmaulwelse benutzen ihre Barteln am Oberkiefer, um Beutefische in die Nähe ihres Mauls zu locken.

## Merkmale
Großmaulwelse sind kleine, maximal etwa 24 Zentimeter lange Fische. Ihr Kopf ist sehr groß, abgeflacht und von oben betrachtet fast quadratisch. Das endständige Maul ist sehr breit und von einem Saum bartelähnlicher Anhängsel sowie drei oder vier Paar echter Barteln umgeben, von denen die nasalen, wenn vorhanden, sehr klein sind. Die Augen liegen auf der Kopfoberseite und sind klein. Der Körper ist vor allem hinter der Afterflosse stark seitlich abgeflacht. Die Seitenlinie ist vollständig und durch einen vom Kiemendeckel bis zur Schwanzflosse verlaufenden, papillenbesetzten Kamm hervorgehoben. Die Rückenflosse weist einen kräftigen Hartstrahl und vier Weichstrahlen auf. Die Fettflosse ist als flacher Grat ausgebildet, der in die Schwanzflosse übergeht. Der Hartstahl der Brustflossen ist deutlich gesägt, ihm folgen vier oder fünf Weichstrahlen. Die Bauchflossen sind groß und weisen sechs Weichstrahlen auf. Die Afterflosse ist kurz und weist nur acht bis zehn Strahlen auf. Eine Kiemenreuse ist nicht ausgebildet. Die Zahl der Branchiostegalstrahlen beträgt sechs bis acht.

## Systematik
Die Gattung Chaca umfasst vier Arten:
- Chaca bankanensis Bleeker, 1852
- Chaca burmensis Brown & Ferraris, 1988
- Chaca chaca (Hamilton, 1822)
- Chaca serica Ng & Kottelat, 2012